# V studienkach
V studienkach este o arie protejată (arie specială de conservare — SAC, sit de importanță comunitară — SCI) din Slovacia întinsă pe o suprafață de 19,45 ha, integral pe uscat.

## Localizare
Centrul sitului V studienkach este situat la coordonatele 48°26′16″N 16°52′37″E / 48.437778°N 16.876944°E.

## Înființare
Situl V studienkach a fost declarat sit de importanță comunitară în aprilie 2004 pentru a proteja 30 de specii de animale. Situl a fost protejat și ca arie specială de conservare în martie 2004.

## Biodiversitate
Situată în ecoregiunea panonică, aria protejată conține 3 habitate naturale: Lacuri eutrofice naturale cu vegetație de tip Magnopotamion sau Hydrocharition, Râuri cu maluri nămoloase cu vegetație de Chenopodion rubri p.p. și Bidention p.p., Păduri mixte riverane de Quercus robur, Ulmus laevis și Ulmus minor, Fraxinus excelsior sau Fraxinus angustifolia, de-a lungul marilor râuri (Ulmenion minoris).
La baza desemnării sitului se află mai multe specii protejate:
- păsări (26): lăcar mare (Acrocephalus arundinaceus), lăcar-de-rogoz (Acrocephalus schoenobaenus), lăcar-de-lac (Acrocephalus scirpaceus), rață sulițar (Anas acuta), rață pitică (Anas crecca), rață pestriță (Anas strepera), gârliță mare (Anser albifrons), gâscă cenușie (Anser anser), gâscă de semănătură (Anser fabalis), rață-cu-cap-castaniu (Aythya ferina), rața moțată (Aythya fuligula), mugurar roșu (Carpodacus erythrinus), erete vânăt (Circus cyaneus), lebădă de vară (Cygnus olor), egretă albă (Egretta alba), presură de stuf (Emberiza schoeniclus), lișiță (Fulica atra), becațină comună (Gallinago gallinago), cufundar polar (Gavia arctica), stârc pitic (Ixobrychus minutus), stârc de noapte (Nycticorax nycticorax), bătăuș (Philomachus pugnax), mărăcinar negru (Saxicola torquatus), corcodel mic (Tachybaptus ruficollis), fluierarul de zăvoi (Tringa ochropus), fluierarul cu picioare roșii (Tringa totanus)
- amfibieni (1): buhai de baltă cu burta roșie (Bombina bombina)
- mamifere (1): castor (Castor fiber)
- pești (2): țipar (Misgurnus fossilis), boarță (Rhodeus sericeus amarus)

Pe lângă speciile protejate, pe teritoriul sitului au mai fost identificate 4 specii de plante, 6 specii de amfibieni, 5 specii de mamifere, 5 specii de nevertebrate, 2 specii de reptile.